# 尖沙咀福德古廟
22°17′52″N 114°10′12″E / 22.297726°N 114.170093°E

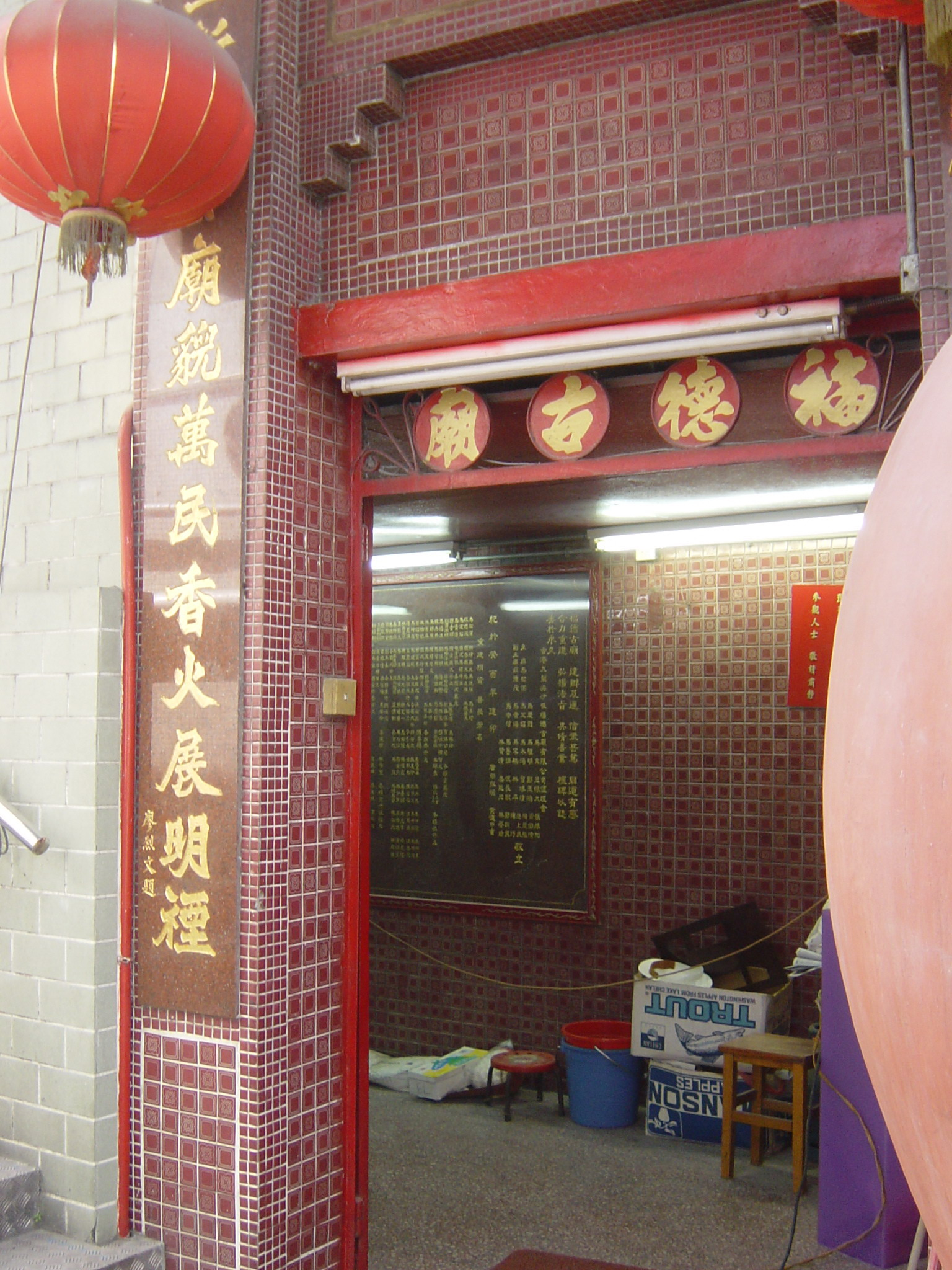
尖沙咀福德古廟

尖沙咀福德古廟，又稱尖沙咀土地廟，是香港九龍尖沙咀僅存的華人廟宇，位於海防道，為一土地廟，供奉福德土地公。現存建築建於1900年，已有超過一百年歷史。

## 歷史
尖沙咀福德古廟的歷史可追溯至19世紀尖沙咀村的土地廟。1900年，廟宇建於現址，並得到附近九龍倉碼頭的華籍工人及附近的華人街坊尊崇。至1978年，香港政府曾計劃清拆該廟，以將北京道的街市遷至該處，但因遭到街坊反對，該廟得以保留。1979年，該廟重建成現時的模樣，並曾於1993年重修。
尖沙咀福德古廟的正門門額及對聯寫道:【共仰福德神威，百載街坊沾惠澤】，【重新社公廟貌，萬民香火展明煙】，是廖烈文所撰。

## 外部參考
- 尖沙咀福德古廟 （页面存档备份，存于）

## 另見
- 紅磡福德古廟